# Szogelgalwen
Szogelgalwen (1936–1938 Schogelgalwen, 1938–1945 Kiefernhorst, litauisch Žiogelgalviai) ist eine Wüstung in der russischen Oblast Kaliningrad. Sie befindet sich im Rajon Krasnosnamensk unmittelbar an der Grenze zu Litauen.
Etwa 400 Meter weiter südlich befindet sich ein (offenbar) nach 1945 entstandener Gebäudekomplex, der mit zum Ort Pugatschowo (Neu Skardupönen/Grenzwald) gehört.

## Geschichte

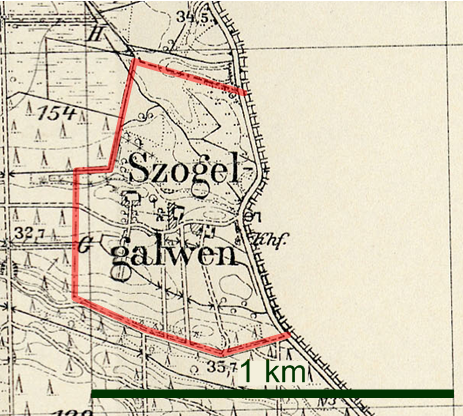
Die Landgemeinde Szogelgalwen auf einem Messtischblatt von 1927

Szogelgalwen geht wahrscheinlich auf das 1625 erstmals genannte und an dieser Stelle gelegene Szardellischken/Szarkelischken zurück, das 1664 aber als wüst bezeichnet wurde. Gegen Ende des 17. Jahrhunderts wurde hier auf ausgehauenem Forstland die kleine Schatull-Siedlung Szogelgalwen gegründet.
Seit 1874 gehörte die Landgemeinde Szogelgalwen zum neu gebildeten Amtsbezirk Königswalde im Kreis Pillkallen. Es war der nördlichste Ort des Kreises. 1936 wurde seine Schreibweise in Schogelgalwen geändert und 1938 wurde er in Kiefernhorst umbenannt.
Nach dem Zweiten Weltkrieg kam der Ort mit dem gesamten nördlichen Ostpreußen zur Sowjetunion. Einen russischen Namen erhielt er nicht mehr.

### Einwohnerentwicklung
| Jahr | Einwohner |
| ---- | --------- |
| 1867 | 32        |
| 1871 | 30        |
| 1885 | 22        |
| 1905 | 19        |
| 1910 | 23        |
| 1933 | 11        |
| 1939 | 24        |

## Kirche
Szogelgalwen gehörte zum evangelischen Kirchspiel Lasdehnen. 